# Santiago Bernabéu
Santiago Bernabéu de Yeste (ur. 8 czerwca 1895 w Almansie, zm. 2 czerwca 1978 w Madrycie) – były hiszpański piłkarz i działacz sportowy. Wieloletni prezes Realu Madryt.
Od stycznia 1955 roku stadion Realu Madryt nazwany jest jego imieniem.

## Życiorys
Urodził się w mieszczańskiej rodzinie nieopodal Albacete.
Jego ojciec, José Bernabéu Ibánez był walenckim prawnikiem, który jednak porzucił zawód, na rzecz bycia zarządcą lokalnego majątku, a matka Antonia De Yeste Nunez pochodziła z Kuby. Do stolicy wraz z rodziną przeniósł się w wieku pięciu lat. Wykształcenie odebrał w Kolegium Augustynów i już wtedy deklarował się kibicem Realu. Pomimo fascynacji medycyną, ukończył studia prawnicze, głównie po to, żeby nie sprawić zawodu ojcu – również prawnikowi.

## Kariera piłkarska
W 1909 roku, jako czternastolatek, trafił do młodzieżowej drużyny Realu. Jego pierwszym zespołem był juniorski Madrid CF. Pierwotnie Bernabéu chciał grać na bramce, ale odwiódł go od tego jego brat. W wieku 17 lat awansował do drużyny seniorów, grając już na pozycji napastnika. W czasach juniorskiej gry Bernabéu, Królewscy zbudowali swój własny stadion – O’Donnell. Młody Santiago od początku budowy pomagał przy malowaniu linii, wykańczaniu elementów czy malowaniu ogrodzenia, nie pobierając za to żadnych pieniędzy, czym zyskał uznanie lokalnych kibiców. W barwach stołecznego klubu grał przez szesnaście lat, w trakcie których zdobył z klubem jeden Puchar Króla oraz dziesięć mistrzostw Wspólnoty Autonomicznej Madrytu.
Po zakończeniu kariery został sekretarzem klubu w 1929 roku. W trakcie swojej pracy był odpowiedzialny za sprowadzenie do klubu m.in. Ciriaco Errastiego, Josepa Samitiera, Ricardo Zamory czy Jacinto Quincocesa, którzy później przysłużyli się do zdobycia dwóch mistrzostw Hiszpanii.

## Wojna domowa
Był sympatykiem frankizmu. Podczas wojny domowej z lat 1936–1939 walczył w oddziałach generała Franco, będąc członkiem 150. dywizji pod komendą Muñoza Grandesa.

## Prezesura
Po zakończeniu wojny domowej Real Madryt znajdował się w stanie agonalnym. Znaczna część pracowników administracji została zamordowana, a część trofeów skradziona. Dzięki ogromnym staraniom Bernabéu klubowi dało się przetrwać. Przebudowę klubu zaczął od wdrażania zmian strukturalnych, dzieląc działanie klubu na obszary i poziomy, nad którymi pieczę sprawowały niezależne zespoły techniczne.
Santiago Bernabéu często podkreślał w czasie swojej prezesury, że wbrew powszechnej opinii to Atlético Aviación (dziś Atlético Madryt) było klubem rządowym.
Ekipą reżimu zawsze było Atlético Aviación, poprzednik Atlético Madryt – zapewnia Don Santiago. – Kiedy skończyła się wojna, zamknęli nam w więzieniu pół drużyny, a dyrektorzy Atlético wszyscy byli pułkownikami.

Sympatie reżimu Królewscy zyskali głównie ze względu na uzyskiwane sukcesy, które promowały Hiszpanię na świecie, ale również jako przeciwwagę dla zespołów baskijskich i katalońskiej Barcelony, z którymi walczył federalistyczny rząd. Krytycy wytykali Bernabéu próby przypodobania się władzy przy uzyskaniu pozwolenia na budowę stadionu, ale nie ma zbyt wielu poszlak dla potwierdzenia tego zarzutu.

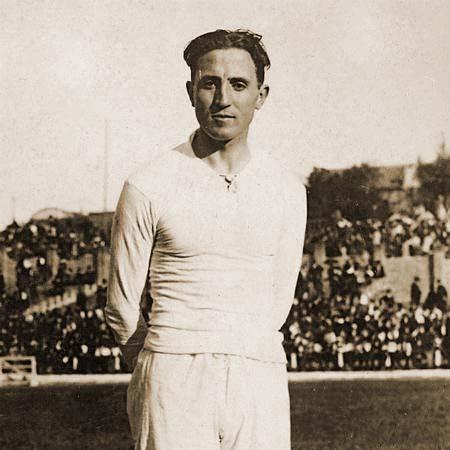
Santiago Bernabéu jako piłkarz Realu Madrid (około 1920 roku)

Chcąc zwiększyć atrakcyjność klubu, prezydent Bernabéu wydał w 1944 roku decyzję o budowie nowego, dużego stadionu, który pozwoliłby na zwiększenie dochodów klubu. Aby tego dokonać, wypuścił obligacje dla członków klubu i kibiców. Budowana przez trzy lata arena mogła pomieścić 75 145 widzów. W 1954 roku zwiększono liczbę miejsc do 120 000, a w maju 1957 zamontowano sztuczne oświetlenie. Kilka lat po stadionie wybudowano nowoczesny ośrodek treningowy Ciudad Deportiva, który otwarto w 1963 roku. Kompleks ten służył zarówno piłkarzom pierwszego zespołu, jak i młodzieży, dzięki czemu wszyscy piłkarze Los Blancos mogli korzystać z tego samego zaplecza treningowego. Nowo powstały stadion szybko zaczął przynosić wpływy, które zostały spożytkowane do sprowadzenia gwiazd światowego futbolu. Pierwszym z nich był Argentyńczyk Alfredo Di Stefano.  Po nim do klubu trafili: Raymond Kopa, Hector Rial, Ferenc Puskás, Didi, Evaristo, Lucien Miller, Günter Netzer i Paul Breitner. Bernabéu opracował system, w którym opłacał swoich najlepszych zawodników ze sprzedaży biletów meczowych oraz honorariów za mecze zagraniczne. Równocześnie prężnie działała klubowa akademia, której młodzi wychowankowie – Pirri, Manuel Velázquez, Manuel Sanchís – zagrali w ostatnim finale za jego prezesury w 1966 roku. 
Santiago Bernabéu uważany jest za jednego z inicjatorów powstania Pucharu Mistrzów. W kwietniu 1955 roku uczestniczył w zorganizowanym przez dziennikarzy L’Équipe spotkaniu, które miało na celu powołanie międzynarodowych, europejskich rozgrywek piłkarskich. Premierowa edycja rozpoczęła się we wrześniu 1955 roku, a Real Madryt okazał się ich pierwszym zwycięzcą.
W trakcie swoich trzydziestu czterech lat prezesury nie pobierał wynagrodzenia za swoją pracę.

## Śmierć
W ostatnich latach życia Santiago Bernabéu walczył z nowotworem, na który zmarł 2 czerwca 1978 roku w Madrycie. Jego śmierć miała miejsce tuż przed Mistrzostwami Świata w Argentynie. FIFA w geście uznania dla wkładu Bernabéu w rozwój piłki nożnej zarządziła trzydniową żałobę, a każdy mecz pierwszej kolejki turnieju rozpoczynał się od minuty ciszy.
Pośmiertnie został odznaczony Orderem Zasługi FIFA w 2002 roku.

## Sukcesy
Zawodnik
- Puchar Jego Wysokości Króla Alfonsa XIII: 1917
- Mistrzostwa Wspólnoty Autonomicznej Madrytu: 1912, 1915, 1916, 1917, 1919, 1921, 1922, 1923, 1925, 1926

Prezes
- Mistrzostwo Hiszpanii: 1954, 1955, 1957, 1958, 1961, 1962, 1963, 1964, 1965, 1967, 1968, 1969, 1972, 1975, 1976, 1978
- Puchar Króla: 1946, 1947, 1962, 1970, 1974, 1975

- Puchar Mistrzów: 1956, 1957, 1958, 1959, 1960, 1966
- Puchar Interkontynentalny: 1966
- Mały Puchar Świata: 1952, 1956
- Puchar Łaciński: 1955, 1957
- Copa Eva Duarte: 1947
- Trofeo Teresa Herrera: 1949, 1953, 1966, 1976, 1978
- Trofeo Ramón de Carranza: 1958, 1959, 1960, 1966, 1970
- Trofeo Colombino: 1970

- Trofeo Benito Villamarín: 1960
- Trofeo Ciudad de Palma: 1975